# Eagle Premier
Der Eagle Premier ist ein Personenkraftwagen, der von dem US-amerikanischen Automobilhersteller American Motors Corporation zusammen mit dem französischen Automobilhersteller Renault für den amerikanischen Markt entwickelt wurde. Nachdem 1987 Chrysler die AMC übernommen hatte, wurde das Modell 1988 auf den Markt gebracht und bis 1992 verkauft. Von 1990 bis 1992 wurde der Dodge Monaco als baugleiches Modell angeboten. Vermarktet wurden der Premier und der Monaco als sportliche, edle Limousine.

## Karosserie
Der Premier war eine viertürige Limousine, deren Karosserie von Giorgetto Giugiaro gestaltet worden war. Teile der Bodengruppe stammte vom Renault 25. Der Premier war der erste große Wagen, den AMC nach der Einstellung des AMC Ambassadors 1974 auf den Markt brachte. Er hatte den größten Innenraum seiner Klasse. Die Innenausstattung entwarf das AMC-Designteam unter Leitung von Richard A. Teague. Die Fahrzeuge boten eine Ausstattung, die für ihre Zeit modern war. Eine zweitürige Version Allure war von AMC geplant, wurde aber nicht realisiert.

## Mechanik
Die Räder waren einzeln aufgehängt, vorn an MacPherson-Federbeinen und Querlenkern, mit Zahnstangenlenkung, hinten aber an Schwingarmen mit Torsionsfedern. Diese Radaufhängungen hatten Ingenieure bei AMC unter Bob Batchelor konstruiert. Den Premier gab es als LX (mit 2,5 Liter-Vierzylinderreihenmotor von AMC bis Ende des Modelljahres 1989) sowie als ES und als Limited (mit 3,0-Liter-V6-Motor, eine Variante der PRV-V6-Maschine, die als Joint Venture von Renault, Volvo und Peugeot gemeinsam entwickelt worden war). Nur sehr wenige LX-Modelle wurden – hauptsächlich für Fahrzeugflotten – bestellt. Dank seiner französischen Konstruktion und der einzeln aufgehängten Räder galt der Wagen auf dem amerikanischen Markt als sportliche Limousine.  Die Qualität der Konstruktion galt als die beste, die AMC oder Chrysler jemals geliefert hatten. Wagen der ersten Baujahre hatten jedoch mit Elektronikproblemen zu kämpfen.

## Produktionsgeschichte
Zur Produktion des Premier wurde ganz in der Nähe einer bereits existierenden AMC-Fabrik in Brampton das neue Werk Bramalea Assembly in Bramalea gebaut und 1986 eröffnet. Nicht zuletzt wegen dieser modernen Fabrik war Chrysler am Kauf von AMC interessiert. Nach der Übernahme wurde sie in Brampton Assembly umbenannt.
Der Wagen sollte ursprünglich als Renault Premier verkauft werden. Die ersten Exemplare verließen die Fabrik Anfang 1988 tatsächlich unter diesem Namen, die Fahrgestellnummern aller 1988er-Modelle entsprechen dem AMC-Muster. Auf vielen Teilen des Fahrzeugs war das AMC-Emblem noch bis 1992 eingeprägt. Bis zum Facelift 1990 trugen die Fahrzeuge Schilder mit der Aufschrift „Design Giugiaro“.

Die Einführung des baugleichen Dodge Monaco war Folge der im Übernahmevertrag vereinbarten Verpflichtung, 260.000 PRV-V6-Motoren in den ersten fünf Jahren von Renault zu kaufen. Chrysler versuchte vergeblich, den Eagle Premier und den Dodge Monaco als Konkurrenz zum Ford Taurus und ähnlichen Modellen von Acura und Volvo zu etablieren. Der Premier und der Monaco konkurrierten auf dem Markt vielmehr mit anderen Chrysler- und Dodge-Modellen derselben Klasse. So blieben die Verkaufszahlen des Eagle und des Monaco hinter den Erwartungen zurück. Die Produktion wurde 1992 eingestellt. In Bramalea waren 139.051 Eagle Premier und Dodge Monaco gebaut worden. Chrysler zahlte eine Vertragsstrafe für jeden der 120.949 PRV-V6-Motoren, die nicht mehr von Renault gekauft wurden.

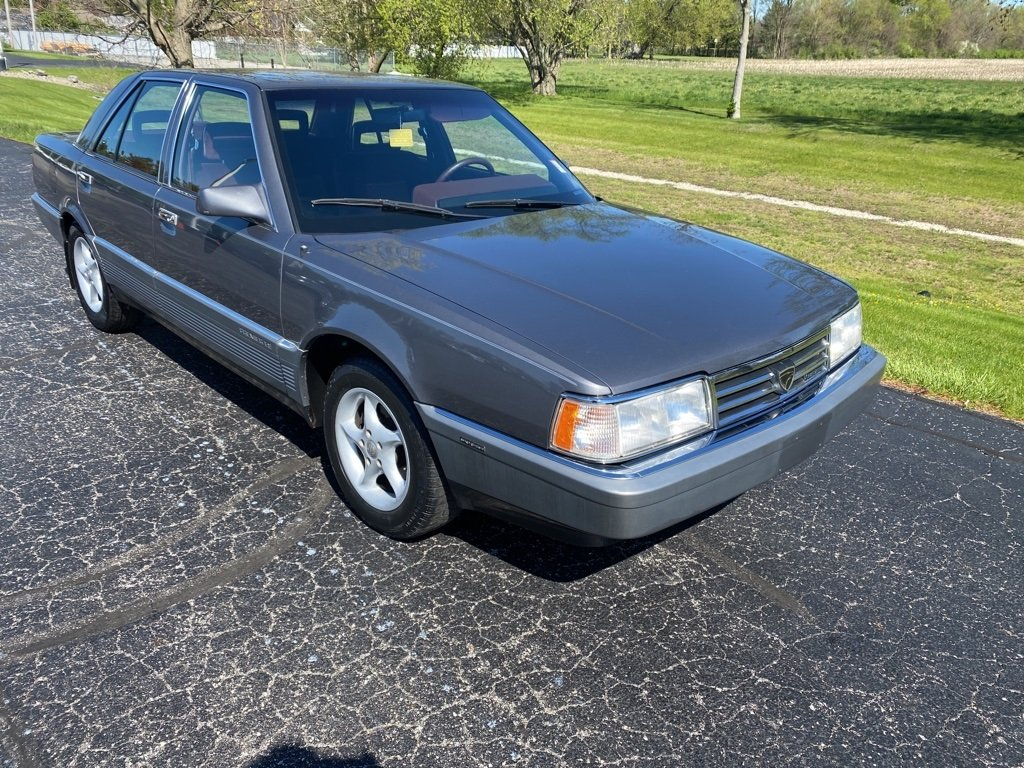
Eagle Premier ES
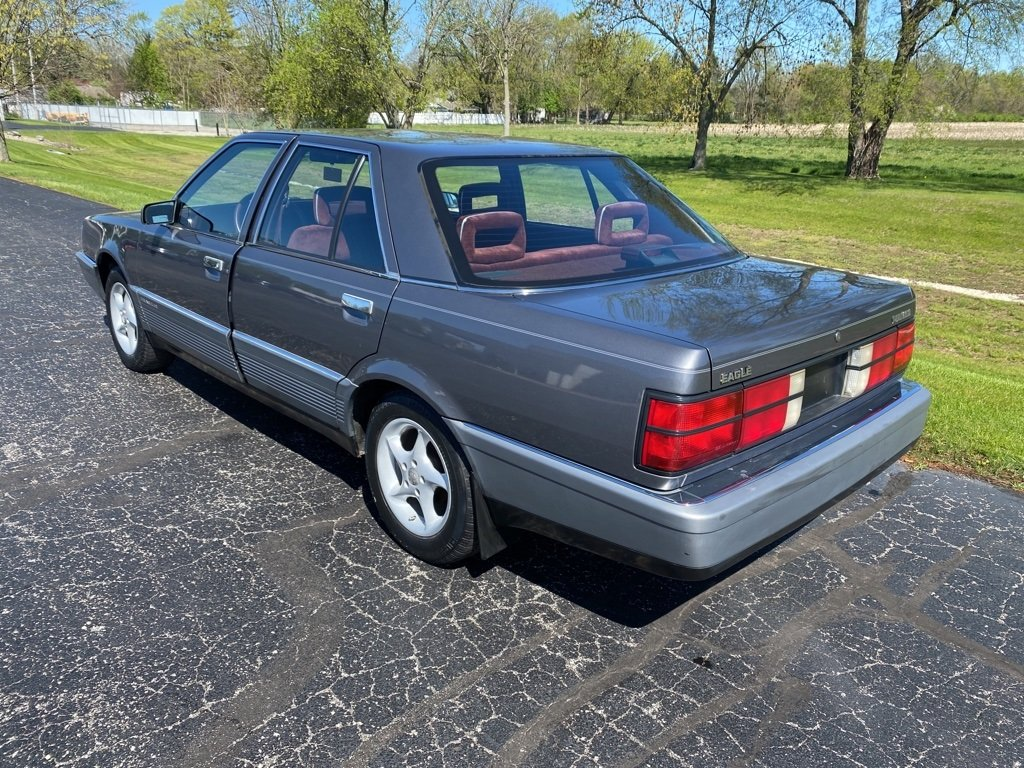
Heckansicht
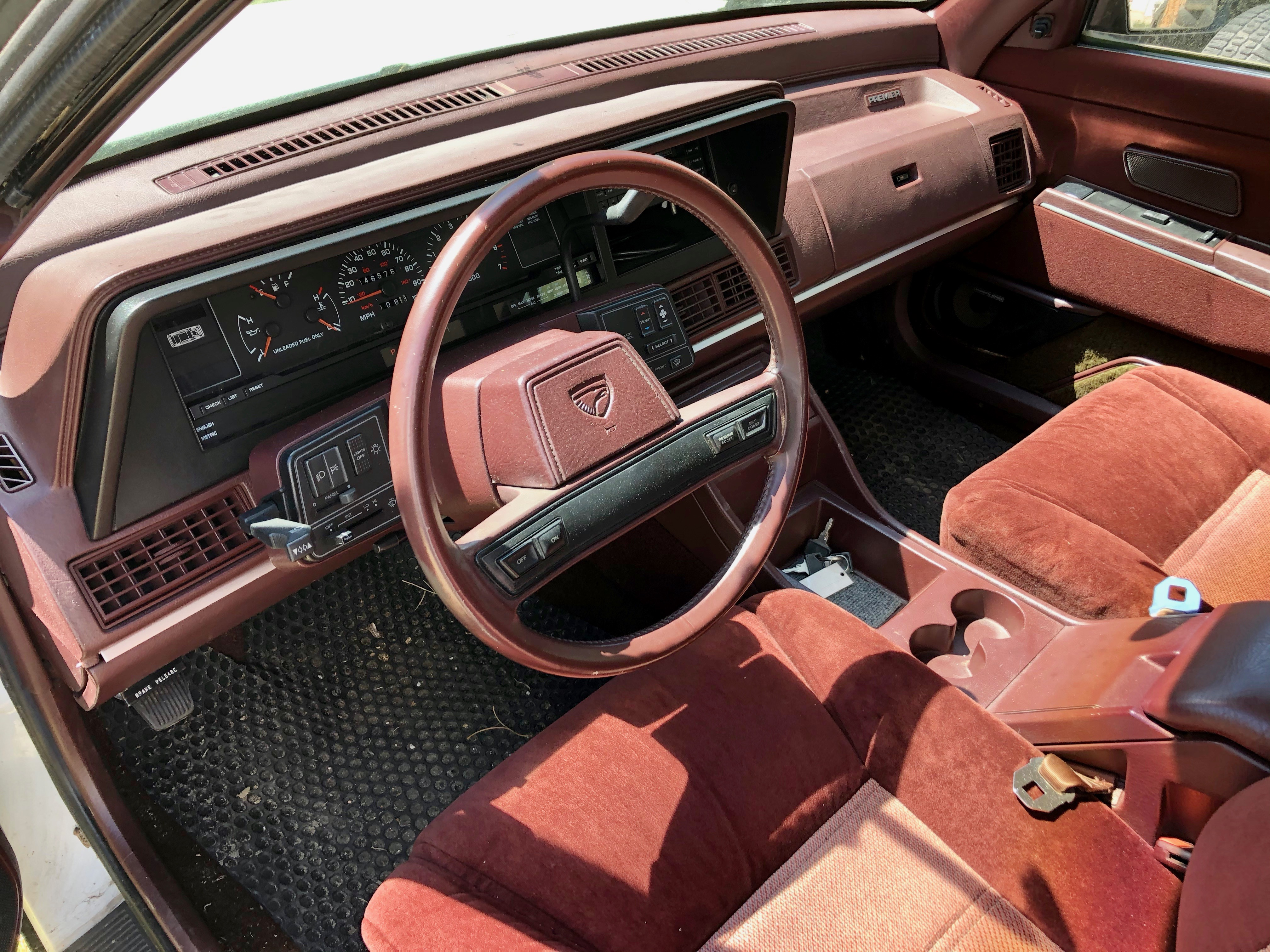
Innenraum (rot) mit Stoffsitzen
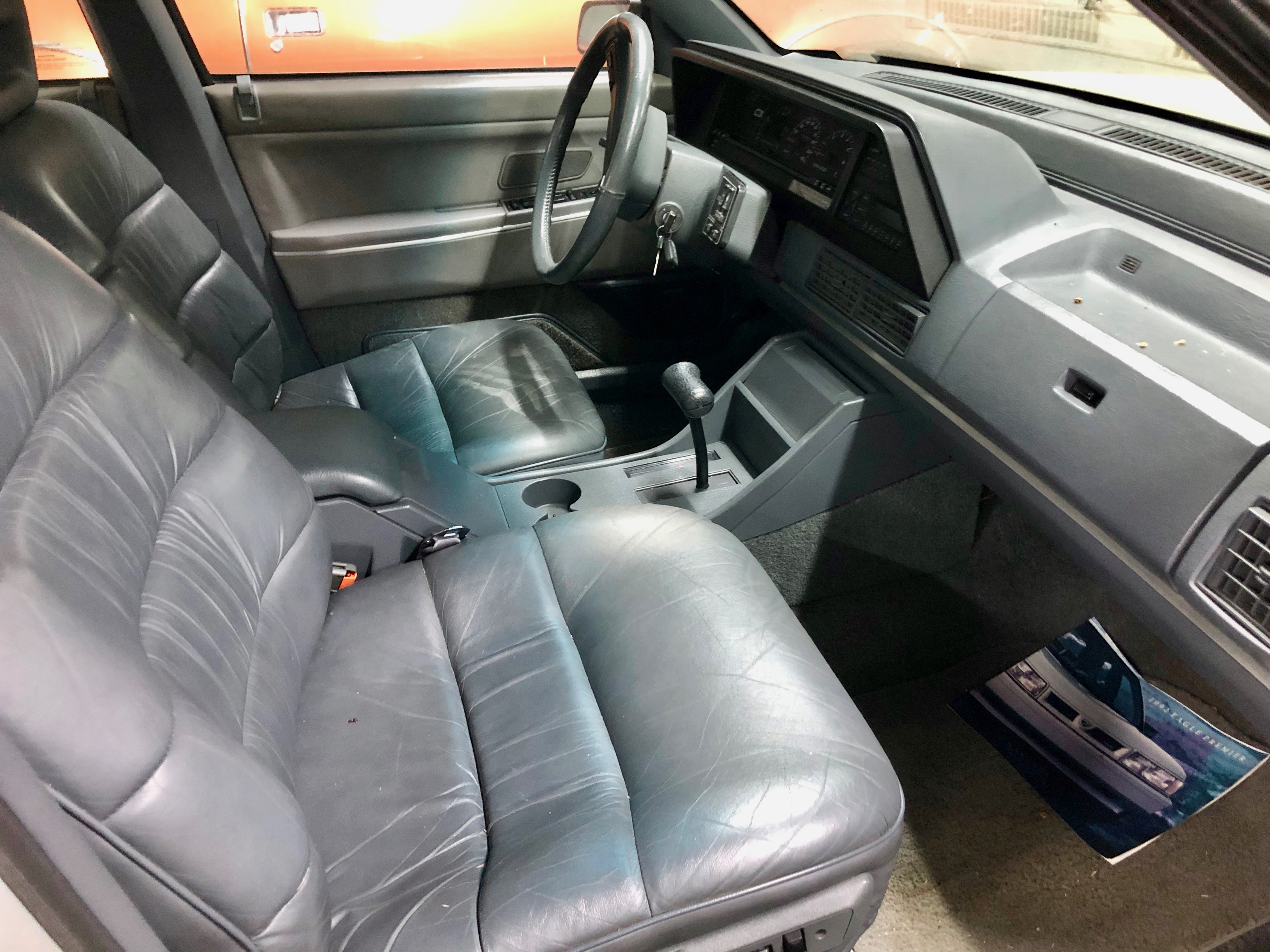
Innenraum mit Leder

## Nachleben
Die Brampton Assembly wurde nach dem Ende dieser Baureihe für die Produktion der Chrysler LH-Fahrzeuge umgerüstet, die im Herbst 1992 auf den Markt kamen. Der Premier kann als Vorläufer der LH-Plattform gelten. François Castaing, früher AMC-Chef für Produktentwicklung, wurde 1988 bei Chrysler Leiter der Fahrzeugkonstruktion. Der Eagle Vision wurde der etwas größere direkte Nachfolger des Premier. Das „Cab-Forward-Design“ der LH-Wagen unterschied sich zwar stark von dem des Premier, die Motoren waren bei dieser Baureihe jedoch ebenfalls längs eingebaut – im Unterschied zu allen anderen Frontantriebswagen von Chrysler. Das Automatikgetriebe der LH-Wagen, das A606, war dem elektronischen Getriebe aus der Audi-Produktion, das im Vierzylinder-Premier verwendet worden war, sehr ähnlich. Die Karosserie des Premier wurde für die LH-„Entwicklungsmulis“ genutzt, die für die Straßenerprobung der neuen LH-Mechanik eingesetzt wurden. Nach zwei Generationen adaptierte Chrysler für diese Plattform das Hinterradantriebskonzept von Daimler-Benz.